# Schwerkraftgießen
Das Schwerkraftgießen ist ein Gießverfahren, bei dem die Schmelze unter Wirkung der Schwerkraft in die Gussform gelangt. Es ist das älteste und das Standardverfahren beim Gießen und wird daher meist nicht ausdrücklich erwähnt. Eine Ausnahme ist das Schwerkraft-Kokillengießen, zur Unterscheidung von anderen Gießverfahren mit Kokillen. Die beiden Alternativen sind das Schleudergießen mit Zentrifugalkraft und das Druckgießen mit Kolbendruck.
Die Formen müssen beim Schwerkraftgießen nach oben Öffnungen aufweisen damit die Luft entweichen kann, die vor dem Abguss in der Form ist. Die Schmelze kann entweder direkt in die Form gegossen werden und von oben in sie hineinfallen (fallende Formfüllung). Meist wird ein gesondertes Anschnittsystem genutzt, bei dem die Schmelze zunächst im Anschnitt hinabfällt und dann seitlich in den Hohlraum fließt der nach der Erstarrung das Werkstück enthält (steigende Formfüllung). Die Formfüllung geschieht hier nach dem Prinzip der kommunizierenden Röhren. Die Formen selbst können aus Sand bestehen (Sandform) oder aus Metall (Kokille, Dauerform).
Das Schwerkraftgießen zählt nach DIN 8580 zur 1. Hauptgruppe Urformen und dort zum „Urformen aus dem flüssigen Zustand“.